# Stazione di Firenze Belfiore
Stazione di Firenze Belfiore egy építés alatt álló vasútállomás Olaszországban, Firenze Belfiore kerületében a nagysebességű vasúti járatoknak.
Az építészeti terv a Norman Foster irodától származik, míg Arup a mérnöki feladatokat látja el. A felszínen a Firenzei villamos 2. vonala halad át, itt egy villamosmegállót terveznek átadni, így a villamos összeköti majd Belfiore állomást Stazione di Firenze Santa Maria Novella központi pályaudvarral és a firenzei repülőtérrel. Az építkezésnek eredetileg 2016 nyarán kellett volna elkezdődnie. 2016 őszén az ellenzők hangot adtak annak, hogy az állomást nem szabad megépíteni. Az építkezés 2021. áprilisában kezdődött, várható átadása 2027.
Az új vasúti alagút Firenze alatt északról (Firenze Castello állomás) keletre (Campo di Marte) halad át. Célja a Bologna–Firenze nagysebességű vasútvonal és a Firenze–Róma nagysebességű vasútvonal összekapcsolása. Az alagút további előnye, hogy a távolsági forgalom felgyorsításán túl a meglévő régi útvonalakon kapacitás fog felszabadulni a helyi- és a regionális járatok számára.